# Магическое цирковое шоу — 2011
Магическое цирковое шоу — 2011 (англ. Magic Circus Show 2011) — 2-е шоу цирковых искусств «Евровидение», которое прошло в Швейцарии в 2011 году. Запись шоу состоялась 26 ноября 2011 года на арене «Рождественского Цирка» в швейцарском городе Женева.
Шоу проводила швейцарская национальная телекомпания RTS при контроле организатора Европейского вещательного союза. В шоу приняли участие более 70 детей из 7 стран. Также впервые приняли участие артисты с Украины.

## Место проведения
Местом проведения второго «Магического циркового шоу» вновь был выбран «Рождественский Цирк», вмещающий почти три тысячи зрителей, в швейцарской Женеве.
В Швейцарии цирк являются одним из самых популярных видов развлечений и искусства. В этой маленькой стране работают более 40 цирков, а также около 50 цирковых школ, 27 из них объединились в 2004 году в национальную Федерацию.

## Формат
На втором шоу разрешалось участие детей в возрасте от 9 до 14 лет и участие от одной страны не более трех цирковых номеров.
Победитель на шоу «Магическое Цирковое Шоу 2011» не определялся, потому что шоу не транслируется в прямом эфире, а записывается заранее и показывается в странах-участницах конкурса после католического рождества.
Более 70 детей, среди которых эквилибристы, иллюзионисты, акробаты, жонглеры, клоуны и воздушные гимнасты, из Швейцарии, Франции, Португалии, России, Украины, Нидерландов и Бельгии выполнили яркие номера, которые отображают разнообразные цирковые традиции Европы. Номера подготовлены учениками цирковых школ, победителями строгого национального отбора, организованного национальными телеканалами, участвующими в совместном производстве. Цель шоу — не определить победителя, а показать разнообразие цирковой культуры в Европе с помощью выступлений талантливых детей младшего возраста.
Шоу позиционируется как передача для юных зрителей и семейного просмотра, которая транслируется в период новогодних и рождественских праздников, а в единый спектакль выступления связывают скетчи клоунов и музыка Magic Circus Orchestra.

## Участники
| №  | Страна     | Участник (и) | Жанр                 | Номер                                  |
| -- | ---------- | --- | -------------------- | -------------------------------------- |
| 1  | Франция    | Лео | Рола-бола            | «Лео»                                  |
| 2  | Украина    | Андрей Андрийчук, Анна Ястремская, Дарья Ордынская, Екатерина Дзюбенко, Екатерина Печковская, Лиана Лаблюк, Оксана Захарчук, Татьяна Олефиренко и Юлия Мельник | Гимнастика           | «Ваши размышления»                     |
| 3  | Швейцария  | Севан Гюренлиан | Езда на моноцикле    | «Одноколесный дуэт»                    |
| 4  | Португалия | Рубен Коста | Жонглирование        | «Жонглер»                              |
| 5  | Россия     | Олег Чмутов | Воздушная гимнастика | «Чудак Чарли»                          |
| 6  | Нидерланды | Эйлин Боланд и Тимур Булдак | Эквилибристика       | «Тесная связь»                         |
| 7  | Бельгия    | Гис Джесперс, Стэн Сметс, Джонас Леминер, Нильс Мертенс и Каспер Галле                                                                                         | Гимнастика           | «Мальчики»                             |
| 8  | Россия     | Сергей Игнатьев | Эквилибристика       | «Глазами Ангела»                       |
| 9  | Португалия | Каролина Монтейро, Мелисса Гомес и Катарина Кастро | Гимнастика           | «Трио КароМелиКата, или три гимнастки» |
| 10 | Франция    | Камиль Скрев, Лена Кадиноти и Селин Пинон | Воздушная гимнастика | «Птицы»                                |
| 11 | Нидерланды | Розали Меркерк, Джанин Поль, Йонне Шредер, Эмма Ван Зантен, Ханна Ван Хаутэ, Лике Де Зварт                                                                     | Эквилибристика       | «Танцующий Дракон»                     |
| 12 | Швейцария  | Эмили Шеня и Мано Ву | Гимнастика           | «Маятник мачты»                        |
| 13 | Франция    | Виктор Жув, Рафаэль Мулес, Матис Возак, Мариус Фуйян и Бастьен Дипрат                                                                                          | Клоунада             | «Поезд»                                |
| 14 | Нидерланды | Ник Такенс и Илайда Булдак | Иллюзионизм          | «Искусство магии»                      |
| 15 | Россия     | Дарья Александрова, Дарья Дьярова, Эльмира Кабирова, Есенья Крылова, Никита Чайников, Рузана Шаехметова, Таисия Братчикова, Ульяна Золотарева                  | Клоунада             | «Дружная семейка»                      |
| 16 | Украина    | Евгений Гавриленко и Екатерина Рудик | Воздушная гимнастика | «Скрипач»                              |
| 17 | Бельгия    | Зено Морель и Стейн Клинкенмаиллие | Акробатика           | «Дикое колесо»                         |
| 18 | Швейцария  | Амбре Сенн и Тиффани Ансермот | Воздушная гимнастика | «Комический дуэт на трапеции»          |
| 19 | Бельгия    | Андреас Де Рик | Жонглирование        | «Просто Андреас»                       |
| 20 | Украина    | Анджела Карчевская | Эквилибристика       | «Восточная фантазия»                   |

## Телетрансляция
28 ноября 2011 года Европейский вещательный союз объявила даты и время показа конкурса в странах-участницах. Следующие страны, перечисленные в порядке телерадиовещательных дат, транслировали конкурс на местном телевидении.
| Дата показа          | Страна     | Телеканал  |
| -------------------- | ---------- | ---------- |
| 24 декабря 2011 года | Бельгия    | VRT        |
| 25 декабря 2011 года | Нидерланды | TROS       |
| 25 декабря 2011 года | Португалия | RTP        |
| 25 декабря 2011 года | Швейцария  | RTS        |
| 31 декабря 2011 года | Франция    | France 3   |
| 1 января 2012 года   | Украина    | UA: Перший |
| 8 января 2012 года   | Россия     | Россия 1   |